# Anton Gafarov
Anton Gafarov, född 4 februari 1987, är en rysk längdåkare. Han har tävlat i världscupen sedan december 2007 och hans hittills bästa placering är en andraplats i sprinttävlingen i Kuusamo i november 2013. Gafarov specialiserar sig i sprint och tävlar för klubben Ugra Svsm 2.